# هدف (بردسکن)
هدف یا چاه موتور شماره ۱۵ دشت محمدخان نام روستایی از توابع بخش انابد شهرستان بردسکن در استان خراسان رضوی است. این روستا در دهستان صحرا قرار دارد و برپایهٔ سرشماری سال ۱۳۸۵ جمعیت آن ۳۱ نفر (۸ خانوار) بوده است.